# Lagoa do Cassó
A Lagoa do Cassó é uma lagoa localizada no município de Primeira Cruz, no Maranhão, a 217 km de São Luís.
Possui águas mornas, límpidas e tranquilas, atingindo 20 metros de profundidade na época da cheia, quando consegue atravessar o sangradouro e desembocar no rio Preguiças (que banha a cidade de Barreirinhas e os Lençóis Maranhenses). 
É rodeada pela mata nativa, atraindo banhistas, bem como a prática de mergulho e windsurfe, passeios de caiaque e canoa. O local também oferece pousadas e passeio em trilhas.
O Povoado de Cassó possui em torno de 700 habitantes.
A lagoa também recebe anualmente, desde 2015, o Circuito Maranhense de Águas Abertas, desafio de natação para profissionais e amadores. Os competidores nadam cinco mil metros, quase a extensão de toda a lagoa, que tem aproximadamente seis quilômetros.
O acesso se dá, saindo de São Luís (BR-135), passando antes pelo viaduto de Bacabeira e seguindo, pela rodovia MA-402, por Rosário, Morros, sentido Barreirinhas, até Primeira Cruz. Após, segue-se em carros 4x4 até o povoado.